# Maksim Salash
Maksim Salash (nacido el 6 de mayo de 1996 en Minsk, Bielorrusia) es un jugador de baloncesto bielorruso. Con 2,06 metros de altura, juega en la posición de Ala-Pívot en las filas del JL Bourg de la Pro A francesa.

## Trayectoria deportiva
Formado en las categorías inferiores del BC Tsmoki-Minsk, club de su ciudad natal, fue fichado por el Club Baloncesto Sevilla en diciembre de 2012, donde militó en el equipo júnior las dos temporadas siguientes.
En el Europeo sub-20 de 2014, Salash jugó con la selección de Bielorrusia, siendo su mejor hombre con unas medias a lo largo del torneo continental de 16,1 puntos y 8 rebotes en 24,1 minutos por encuentro.
En 2014/15 fue cedido una temporada al Peñas Huesca de LEB Oro. Con sólo 18 años completó una magnífica temporada en el club oscense, disputando 28 partidos y firmando una media de 7 puntos, 4,1 rebotes, y 7,3 de valoración en 20 minutos de juego. En esa misma temporada debutó en la Liga ACB con el Real Betis.
En la temporada 2015/16 jugó, también en calidad de cedido, para el Club Ourense Baloncesto, club igualmente de LEB Oro, disputando 35 partidos y logrando unos promedios de 6,1 puntos y 4,3 rebotes.
En 2016/17 juega en la liga polaca con el AZS Polfarmex Kutno registrando 5,2 puntos y 3,3 rebotes.
En 2017/18 regresa al equipo de su ciudad natal, el BC Tsmoki-Minsk para participar en la Liga VTB United (primera división rusa). Con su club también disputó la FIBA Europe Cup. Completó dicha temporada jugando 49 partidos con unos promedios de 5,5 puntos y 2,8 rebotes. 
El 16 de diciembre de 2020, firma por el San Pablo Burgos de la Liga Endesa, ocupando cupo de formación tras haberse formado en España.